# James Oliver Curwood
James Oliver Curwood (Owosso, 12 giugno 1878 – Owosso, 13 agosto 1927) è stato uno scrittore statunitense, cantore del Grande Nord come il suo contemporaneo Jack London.
Dai suoi racconti e romanzi sono stati tratti decine di film già dagli anni dieci e fino agli anni cinquanta. È stato poi il regista francese Jean-Jacques Annaud a riscoprirlo alla fine degli anni ottanta, con il film L'orso, basato sul romanzo The Grizzly King. La casa dello scrittore, Curwood Castle, è diventata un museo a Owosso, nel Michigan.

## Biografia
Curnwood nacque a Owosso, il più piccolo di quattro fratelli. Lasciò le scuole superiori prima del diploma, ma superò gli esami per entrare all'Università del Michigan, dove studiò giornalismo. Dopo due anni, lasciò il college per diventare reporter. Nel 1900, Curwood vendette la sua prima storia mentre stava lavorando per la Detroit News-Tribune.

## Scritti
- L'avventura del capitano Plum (The Courage of Captain Plum) (1908)
- I cacciatori di lupi (The Wolf Hunters) (1908)
- The Great Lakes (1909)
- I cacciatori d'oro (The Gold Hunters) (1909)
- La pista pericolosa (The Danger Trail) (1910)
- L'onore delle grandi nevi (The Honor of the Big Snows) (1911)
- Steele of the Royal Mounted (1911)
- Fiore del nord (The Flower of the North) (1912)
- Isobel (Isobel: A Romance of the Northern Trail) (1913)
- Kazan (1914)
- God's Country and the Woman (1915)
- The Hunted Woman (1916)
- The Grizzly King (1916)
- Baree, Son of Kazan (1917)
- The Courage of Marge O'Doone (1918)
- Nomadi del Nord o Nomadi nel grande Nord (Nomads of the North) (1919)
- Two Women (1919)
- Il termine del fiume (The River's End) (1919)
- Back to God's Country (1920)
- La valle degli uomini silenziosi (The Valley of Silent Men) (1920)
- God's Country - The Trail to Happiness (1921)
- La trappola d'oro (The Golden Snare) (1921)
- La foresta in fiamme (The Flaming Forest) (1921)
- Il paese di là (The Country Beyond) (1922)
- L'ultima frontiera (The Alaskan) (1923)
- A Gentleman of Courage (1924)
- L'antica strada maestra (The Ancient Highway) (1925)
- Saetta (Swift Lightning) (1926)
- Il cacciatore nero (The Black Hunter) (1926)
- Le pianure di Abramo (The Plains of Abraham) (1928)
- The Crippled Lady of Peribonka (1929)
- La foresta rinata (Green Timber) (1930) - completato da D. A. Bryant
- Son of the Forests (1930)
- Falkner of the Inland Seas (1931)

## Filmografia
Dai romanzi e dai racconti di Curwood, dagli anni dieci fino agli anni novanta, sono stati tratti circa duecento film, sia per il grande schermo che per la televisione.

### Sceneggiatore

#### Cinema
- Looking Forward, regia di Theodore Marston - storia (1910)
- Prejudice of Pierre Marie, regia di Laurence Trimble - storia (1911)
- Duty and the Man, regia di Oscar Apfel – cortometraggio, romanzo (1913)
- The Strength of Men, regia di Ralph Ince - storia (1913)
- Diamond Cut Diamond, regia di Lloyd B. Carleton - storia (1913)
- A Fighting Chance, regia di Ralph Ince - sceneggiatore (1913)
- The Feudists, regia di Wilfrid North - storia (1913)
- His Lordship Billy Smoke, regia di R.T. Thornby - storia (1913)
- When Women Go on the Warpath; or, Why Jonesville Went Dry, regia di Wilfrid North e James Young - storia (1913)
- The Wheels of Fate, regia di Oscar Eagle – cortometraggio, soggetto (1913)
- Fortune's Turn, regia di Wilfred North - storia (1913)
- The Lost Millionaire, regia di Ralph Ince - storia (1913)
- The Treasure of Desert Isle, regia di Ralph Ince - storia (1913)
- The Mystery of the Silver Skull, regia di Maurice Costello e Wilfrid North - storia (1913)
- The Pirates, regia di George D. Baker - sceneggiatore (1913)
- The Warmakers, regia di Maurice Costello e Robert Gaillard - sceneggiatore (1913)
- Thor, Lord of the Jungles, regia di Colin Campbell – cortometraggio, soggetto (1913)
- Their Wives' Indiscretion - storia (1913)
- Why I Am Here - storia (1913)
- Betty in the Lions' Den - storia (1913)
- Cupid Makes a Bull's Eye, regia di E.A. Martin – cortometraggio, sceneggiatura (1913)
- Venus and Adonis, regia di Otis Turner – cortometraggio, soggetto (1914)
- The Midnight Call, regia di Fred Huntley – cortometraggio (1914)
- Memories That Haunt, regia di Harry Lambart - storia (1914)
- A Flirt's Repentance, regia di Edward LeSaint – cortometraggio, soggetto (1914)
- Second Childhood, regia di Norval MacGregor – cortometraggio, soggetto (1914)
- Love's Western Flight, regia di Wallace Reid - storia (1914)
- In Defiance of the Law, regia di Colin Campbell – cortometraggio (storia Trail's End) (1914)
- Hearts of Men, regia di Marshall Farnum – cortometraggio, soggetto (1914)
- Caryl of the Mountains, regia di Tom Santschi – cortometraggio, soggetto (1914))
- His Fight, regia di Colin Campbell – cortometraggio, soggetto (1914)
- The Wilderness Mail, regia di Colin Campbell – cortometraggio (1914)
- The Ordeal, regia di Tom Santschi – cortometraggio, soggetto e sceneggiatura (1914)
- The Skull and the Crown, regia di E.A. Martin – cortometraggio, soggetto (1914)
- Polishing Up, regia di George D. Baker - storia (1914)
- The Speck on the Wall, regia di Colin Campbell – cortometraggio, soggetto (1914)
- The White Mouse, regia di Colin Campbell – cortometraggio, soggetto (1914)
- Ye Vengeful Vagabonds, regia di Edward LeSaint – cortometraggio, soggetto (1914)
- The Eugenic Girl, regia di Tom Santschi – cortometraggio, soggetto e sceneggiatura (1914)
- The Fifth Man, regia di Francis J. Grandon – cortometraggio, soggetto (1914)
- Four Minutes Late, regia di Francis J. Grandon – cortometraggio, sceneggiatura (1914)
- The Dream Girl, regia di Tom Santschi – cortometraggio, soggetto e sceneggiatura (1914)
- His Dominant Passion, regia di William Humphrey - storia (1914)
- The Man Hater, regia di E.A. Martin – cortometraggio, soggetto (1914)
- The Tragedy That Lived, regia di Colin Campbell – cortometraggio, soggetto (1914)
- Playing with Fire, regia di Tom Santschi – cortometraggio, soggetto (1914)
- Two Women - storia (1914)
- The Story of the Blood Red Rose, regia di Colin Campbell – cortometraggio, soggetto (1914)
- The Fatal Note, regia di E.A. Martin – cortometraggio, soggetto (1914)
- The Mystery of the Seven Chests, regia di E.A. Martin – cortometraggio, soggetto e sceneggiatura (1914)
- The Test, regia di Tom Santschi - storia (1914)
- Till Death Us Do Part, regia di Colin Campbell – cortometraggio, sceneggiatura (1914)
- The Strange Case of Princess Khan, regia di Edward LeSaint – cortometraggio, soggetto (1915)
- The Old Code, regia di E.A. Martin – cortometraggio, soggetto (1915)
- The Richest Girl in the World, regia di Edward LeSaint – cortometraggio, soggetto (1915)
- His Fighting Blood, regia di Tom Santschi – cortometraggio, sceneggiatura (1915)
- The Spirit of the Violin, regia di Edward LeSaint – cortometraggio, soggetto (1915)
- Cats, regia di Norval MacGregor – cortometraggio, soggetto (1915)
- A Pound for a Pound - storia  (1915)
- The Lady Killer, regia di Norval MacGregor – cortometraggio, soggetto (1915)
- The Red Blood of Courage, regia di Tom Santschi – cortometraggio, soggetto (1915)
- The Young Man Who 'Figgered', regia di Lee Beggs - sceneggiatore (1915)
- A Study in Tramps - sceneggiatore (1915)
- The Battle of Frenchman's Run, regia di Theodore Marston - storia  (1915)
- Retribution, regia di Edward LeSaint – cortometraggio, soggetto (1915)
- Getting a Start in Life, regia di Tom Mix – cortometraggio, sceneggiatura (1915)
- The Poetic Justice of Omar Khan, regia di Edward LeSaint – cortometraggio, soggetto (1915)
- The Great Experiment, regia di Tom Santschi – cortometraggio, soggetto (1915)
- The Awakening, regia di Ralph Ince - storia  (1915)
- In the Days of Famine, regia di Theodore Marston - storia  (1915)
- Beautiful Belinda, regia di E.A. Martin – cortometraggio, soggetto (1915)
- The Mystery of Dead Man's Isle, regia di Giles Warren – cortometraggio (1915)
- The Coyote, regia di Guy Oliver – cortometraggio, soggetto (1915)
- The Strange Case of Talmai Lind, regia di William Robert Daly – cortometraggio, soggetto (1915)
- Man's Law, regia di Colin Campbell – cortometraggio, soggetto (1915)
- Gli amanti della giungla (The Jungle Lovers), regia di Lloyd B. Carleton – cortometraggio, soggetto (1915)
- Rags and the Girl, regia di Van Dyke Brooke - storia  (1915)
- The Queen of Jungle Land, regia di Joseph Franz - storia  (1915)
- The Gods Redeem, regia di Van Dyke Brooke - storia  (1915)
- The Flashlight, regia di Lloyd B. Carleton – cortometraggio (1915)
- The Vengeance of Rannah, regia di Tom Santschi – cortometraggio, soggetto (1915)
- Thou Shalt Not Covet, regia di Colin Campbell - sceneggiatura, storia (1916)
- The Hunted Woman, regia di S. Rankin Drew - storia (1916)
- Unto Those Who Sin, regia di William Robert Daly - soggetto (1916)
- Husks, regia di William Humphrey - storia (1916)
- The Beauty Hunters, regia di William Robert Daly – cortometraggio, sceneggiatura (1916)
- God's Country and the Woman, regia di Rollin S. Sturgeon - romanzo (1916)
- The Destroyers, regia di Ralph Ince - storia "Peter God" (1916)
- Fathers of Men, regia di William Humphrey - storia (1916)
- The Gold Ship, regia di Frank Beal – cortometraggio (1916)
- The Wandering Horde, regia di Eugene Mullin - sceneggiatore (1916)
- The Last Man, regia di William Wolbert - storia (1916)
- A Man, a Girl, and a Lion, regia di Francis J. Grandon – cortometraggio, soggetto (1917)
- Danger Trail, regia di Frederick A. Thomson - romanzo (1917)
- Clover's Rebellion, regia di Wilfrid North - romanzo (1917)
- The Soul Master, regia di Marguerite Bertsch - storia (1917)
- Her Fighting Chance, regia di Edwin Carewe - storia "The Fiddling Man" (1917)
- The Sole Survivor, regia di Francis J. Grandon – cortometraggio, sceneggiatore (1917)
- The Man Hater, regia di Albert Parker - storia (1917)
- Soldiers of Chance, regia di Paul Scardon - storia (1917)
- The Girl Who Wouldn't Quit, regia di Edgar Jones - storia The Quest of Joan (1918)
- Baree, Son of Kazan, regia di David Smith - romanzo (1918)
- Tangled Lives, regia di Paul Scardon - storia (1918)
- Such a Little Pirate, regia di George Melford - storia Peggy the Pirate (1918)
- Two Women, regia di Ralph Ince - storia (1919)
- Some Liar - storia (1919)
- Beauty-Proof - storia (1919)
- Paid in Advance - storia The Girl Who Dared (1919)
- Il ritorno al paradiso terrestre (Back to God's Country)  - storia Wapi, the Walrus (1919)
- The River's End , regia di Victor Heerman, Marshall Neilan - romanzo (1920)
- Il coraggio di Magda (The Courage of Marge O'Doone), regia di David Smith - romanzo (1920)
- Nomads of the North - romanzo (1920)
- Isobel or The Trail's End - romanzo Isobel: A Romance of the Northern Trail (1920)
- God's Country and the Law, regia di Sidney Olcott - romanzo God's Country and the Woman (1921)
- The Northern Trail - storia The Wilderness Trail (1921)
- The Golden Snare - romanzo (1921)
- The Girl from Porcupine - sceneggiatura, storia (1921)
- Kazan - romanzo Kazan, the Wolf Dog (1921)
- The White Mouse, regia di Bertram Bracken - storia (1921)
- The Flower of the North - romanzo (1921)
- The Broken Silence - storia (1922)
- The Man from Hell's River - storia God of Her People (1922)
- I Am the Law, regia di Edwin Carewe - storia The Poetic Justice of Uko San (1922)
- The Valley of Silent Men, regia di Frank Borzage - storia (1922)
- Jacqueline, or Blazing Barriers - storia Jacqueline (1923)
- Gold Madness di Robert Thornby - storia The Man From Ten Strike (1923)
- Gli avventurieri dell'Alaska (The Alaskan), regia di Herbert Brenon - romanzo (1924)
- The Hunted Woman, regia di Jack Conway - storia (1925)
- Baree, Son of Kazan, regia di David Smith - romanzo (1925)
- My Neighbor's Wife, regia di Clarence Geldart - storia The Other Man's Wife (1925)
- Steele of the Royal Mounted  - romanzo (1925)
- The Ancient Highway - romanzo The Ancient Highway: A Novel of High Hearts and Open Roads (1925)
- L'ospite senza nome (When the Door Opened), regia di Reginald Barker - storia (1925)
- The Country Beyond - storia (1926)
- The Flaming Forest (1926) (romanzo)
- Prisoners of the Storm  - storia The Quest of Joan (1926)
- In the Tentacles of the North - storia (1926)
- A Captain's Courage - storia (1926)
- Back to God's Country, regia di Irvin Willat - storia (1927)
- The Slaver- storia (1927)
- Hearts of Men, regia di James P. Hogan (1928) (sceneggiatore)
- The Old Code, regia di Ben F. Wilson - storia (1928)
- The Yellowback - storia (1929)
- Untamed Justice - storia, non accreditato (1929)
- River's End  - romanzo The River's End (1930)
- The Lone Trail - storia Skull and Crown (1932)
- The Trail Beyond, regia di Robert N. Bradbury - romanzo The Wolf Hunters (1934)
- The Fighting Trooper  - romanzo Footprints (1934)
- Northern Frontier - romanzo Four Minutes Late (1935)
- Wilderness Mail - storia (1935)
- The Red Blood of Courage, regia di John English - storia Red Blood of Courage (1935)
- The Test, regia di Bernard B. Ray - storia (1935)
- The Hawk, regia di Edward Dmytryk (come Edward Dymtryk) - storia The Coyote (1935)
- Code of the Mounted - romanzo Wheels of Fate (1935)
- Trails of the Wild - storia Caryl of the Mountains (1935)
- Trails End - storia Trail's End (1935)
- His Fighting Blood, regia di John English - storia (1935)
- Timber War - storia Hell's Gulch (1935)
- Ciclone contro Zorro il bandito (Skull and Crown)  - storia (1935)
- Song of the Trail - storia Playing with Fire (1936)
- Caryl of the Mountains, regia di Bernard B. Ray - storia (1936)
- Confini selvaggi (The Country Beyond) - storia (1936)
- Wildcat Trooper - romanzo The Midnight Call (1936)
- Phantom Patrol - storia Fatal Note (1936)
- Vengeance of Rannah - storia (1936)
- Wild Horse Roundup - storia The Man Hater (1936)
- La legge della foresta (God's Country and the Woman), regia di William Keighley - romanzo God's Country - and the Woman (1937)
- Valley of Terror - storia Game of Life (1937)
- The Silver Trail - storia The Mystery of the Seven Chests
- Whistling Bullets - storia The Fifth Man (1937)
- The Fighting Texan - storia Tragedy That Lived (1937)
- Galloping Dynamite - storia The Mystery of Dead Man's Isle (1937)
- Rough Riding Rhythm - storia Getting a Start in Life (1937)
- Roaring Six Guns - storia (1937)
- Call of the Yukon - romanzo Swift Lightning (1938)
- River's End  - romanzo The River's End (1940)
- Law of the Timber - storia The Speck on the Wall (1941)
- Dawn on the Great Divide - storia Wheels of Fire (1942)
- Il sentiero del Nord (Northwest Trail)  - storia (1945)
- Il paese di dio (God's Country) - romanzo (1946)
- Neath Canadian Skies (1946) (storia)
- North of the Border (1946) (storia)
- Kazan - romanzo Kazan, the Wolf Dog (1949)
- Trail of the Yukon - storia The Gold Hunters (1949)
- The Wolf Hunters - romanzo (1949)
- Timber Fury - romanzo Retribution (1950)
- Snow Dog - romanzo In the Tentacles of the North (1950)
- Call of the Klondike- storia (1950)
- Yukon Manhunt - romanzo (1951)
- Northwest Territory- storia (1951)
- Saturday Roundup  (1951) Serie TV (storia) (1951)
- Yukon Gold - Gold Hunters (1952)
- Fangs of the Arctic- storia (1953)
- Northern Patrol- storia (1953)
- Il comandante del Flying Moon (Back to God's Country) - storia (1953)
- Yukon Vengeance - storia (1954)
- La trappola di ghiaccio o Nikki il selvaggio cane del Nord (Nikki, Wild Dog of the North)  - romanzo (1961)
- V debryakh, gde reki begut..., regia di Nana Kldiashvili, Aleksandr Zguridi - romanzo (1987)
- L'orso (L'Ours) - romanzo The Grizzly King (1988)
- Blood of the Hunter, regia di Gilles Carle (1995)

#### Televisione
- "Disneyland" (1 episodio, 1964)
- - Nikki, Wild Dog of the North: Part 1 (1964) Episodio TV (romanzo Nomads of the North
- "Aventures dans le Grand Nord" (5 episodi, 1994-1995)
- - Le Sang du chasseur (1995) Episodio TV (romanzo)
- - Chasseurs de loups, chasseurs d'or (1995) Episodio TV (stories The Wolf Hunters; The Gold Hunters)
- - Kazan (1995) Episodio TV (romanzo "Kazan the Wolf Dog, 1914")
- - Bari (1994) Episodio TV (romanzo "Baree, son of Kazan")
- - L'Honneur des grandes neiges (1994) Episodio TV (libro)

### Produttore
- Il ritorno al paradiso terrestre (Back to God's Country) (Canada, 1919) (produttore)
- Nomads of the North (1920) (produttore)

## Galleria d'immagini

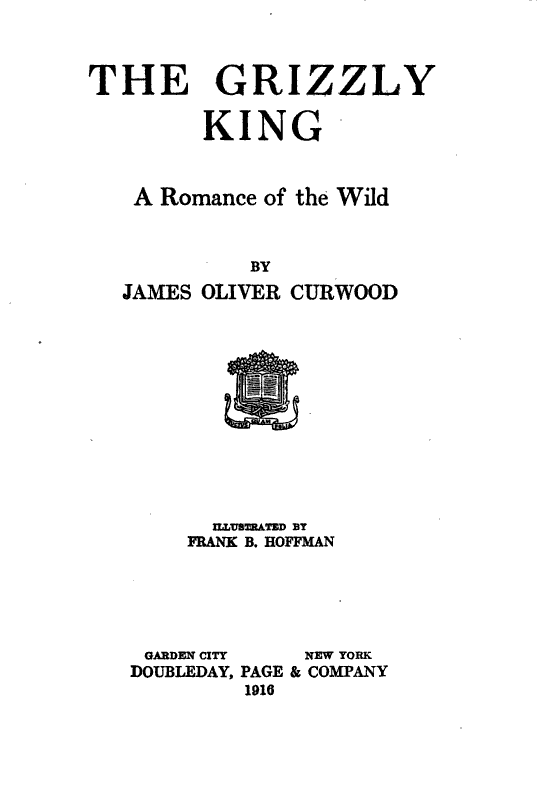
Frontespizio di The Grizzly King (1916)
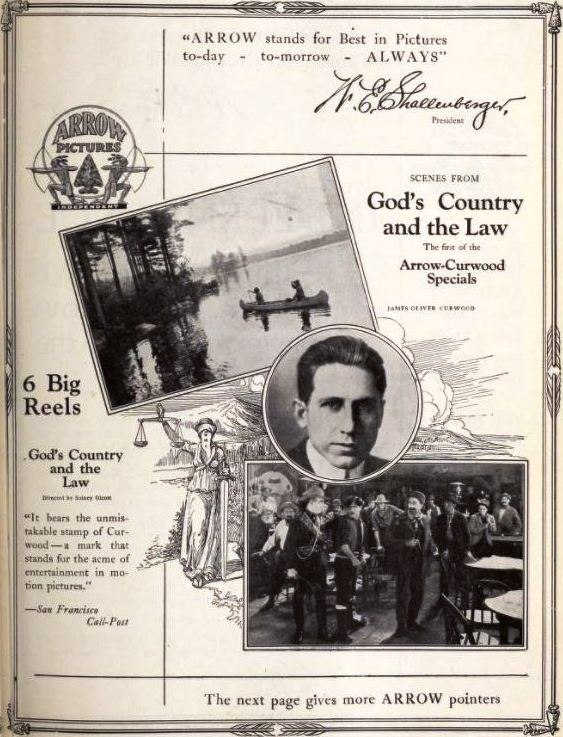
Pubblicità del film God's Country and the Law (1921)
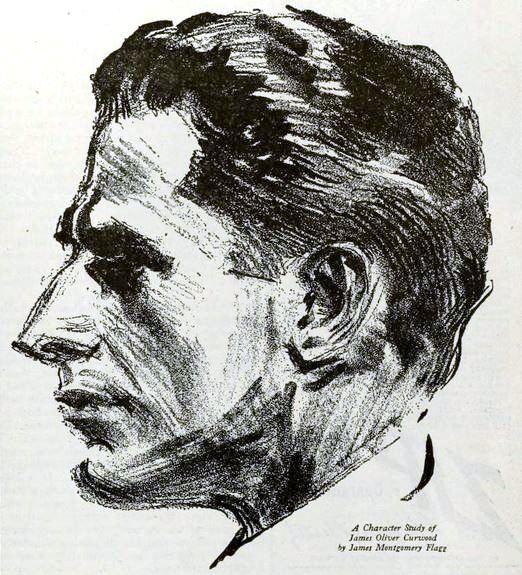
Schizzo di James Montgomery Flagg (1922)